# Lucky McKee
Lucky McKee,  né Edward Lucky McKee le 1er novembre 1975 à Jenny Lind (en) en Californie, est un réalisateur et un écrivain américain.

## Filmographie
- 2001 : All Cheerleaders Die (coréalisé avec Chris Sivertson)
- 2002 : May
- 2006 : Les Maîtres de l'horreur (saison 1, épisode 10 : Liaison bestiale (Sick Girl))
- 2006 : The Woods
- 2008 : Red (a réalisé une partie du film avant d'être remplacé par Trygve Allister Diesen)
- 2008 : Blue Like You  (court métrage)
- 2011 : The Woman
- 2013 : All Cheerleaders Die (coréalisé avec Chris Sivertson, remake du film de 2001)
- 2015 : Tales of Halloween (segment Ding Dong)
- 2017 : Blood Money
- 2019 : Kindred Spirits
- 2019 : Deathcember (segment They Once Had Horses)
- 2022 : Old Man
- 2023 : Poker Face (saison 1, épisode 5 : Time of the Monkey)
- 2025 : Poker Face (saison 2, épisode 4 :  The Taste of Human Blood)